# Jorge Meireles
Jorge Meireles (Paços de Ferreira, Portugal, 4 de abril de 2004) es un futbolista portugués que juega como delantero en el F. C. Porto "B" de la Segunda División de Portugal.

## Trayectoria
Firmó su primer contrato con el F. C. Porto en junio de 2020 -tras una larga temporada en el Padroense F. C., donde marcó 8 goles en 22 partidos-, vinculándose al club hasta 2023.
Debutó como profesional con el F. C. Porto "B" el 28 de noviembre de 2021, sustituyendo a Mor Ndiaye cuando su equipo perdía por 3 goles ante el C. D. Feirense, en un partido de la Segunda División de Portugal que acabó perdiendo a domicilio por 3-2.

## Estadísticas

### Clubes
Actualizado al último partido disputado el 16 de septiembre de 2023.
| Club                     | Div.          | Temporada     | Liga  | Liga  | Liga   | Copas nacionales | Copas nacionales | Copas nacionales | Copas internacionales | Copas internacionales | Copas internacionales | Total | Total | Total  |
| Club                     | Div.          | Temporada     | Part. | Goles | Asist. | Part.            | Goles            | Asist.           | Part.                 | Goles                 | Asist.                | Part. | Goles | Asist. |
| ------------------------ | ------------- | ------------- | ----- | ----- | ------ | ---------------- | ---------------- | ---------------- | --------------------- | --------------------- | --------------------- | ----- | ----- | ------ |
| F. C. Porto "B" Portugal | 2.ª           | 2021-22       | 3     | 0     | 0      | ―                | ―                | ―                | ―                     | ―                     | ―                     | 3     | 0     | 0      |
| F. C. Porto "B" Portugal | 2.ª           | 2022-23       | 12    | 0     | 2      | ―                | ―                | ―                | ―                     | ―                     | ―                     | 12    | 0     | 2      |
| F. C. Porto "B" Portugal | 2.ª           | 2023-24       | 2     | 0     | 0      | ―                | ―                | ―                | ―                     | ―                     | ―                     | 2     | 0     | 0      |
| F. C. Porto "B" Portugal | Total club    | Total club    | 17    | 0     | 2      | 0                | 0                | 0                | 0                     | 0                     | 0                     | 17    | 0     | 2      |
| Total carrera            | Total carrera | Total carrera | 17    | 0     | 2      | 0                | 0                | 0                | 0                     | 0                     | 0                     | 17    | 0     | 2      |